# Antoine de Lévis
Antoine de Lévis de Château-Morand, mort en 1565, est un prélat français du XVIe siècle.  

## Biographie
Antoine de Lévis est le fils de Jacques de Lévis, vicomte de Ventadour, baron de Château-Morrand, et de Louise de Tournon, sœur du cardinal de Tournon. 
Clerc du diocèse de Clermont, il devient notaire apostolique. Il est aumônier de la reine Claude. Cette dernière fait la demande de léguer la première place qui se libère à la Primatiale Saint-Jean de Lyon. Il est reçu chanoine-comte, en 1515.
Il est abbé de Benisson-Dieu et est évêque de Saint-Paul-Trois-Châteaux de 1516 à 1526. En 1526, il est promu archevêque d'Embrun et en 1547 il est transféré sur le siège de Saint-Flour.